# Клистрон
Клистрон (на английски: Klystron) е вид електровакуумен прибор, в който постоянен поток от електрони се преобразува в променливи колебания посредством модулация на скоростта на електроните при прелитането им през електрическо поле (през обемни резонатори) и последващото групиране на електроните в „пакети“.
Изобретен е от братята Ръсел и Сигурд Вариан през 1937 година.

## Характеристики
Тези прибори са най-ефективните от всички линейните лампи и са най-ефективни в най-високите и осреднениите мощности. Сравнително широк честотен диапазон, от ниска UHF (200 MHz) до микровълновия обхват (100 GHz). Клистроните имат способност да усилват до 60 dB (един милион пъти) и дори повече, като може да се достигне ефективност (КПД) до 70%. Клистроните се използват в сателитни системи, телевизионни предаватели, радари, както и в ускорители на частици и медицинска електроника.

## Класификация
Клистроните биват два типа: прелетни (резонансни) и отражателни.
- При прелетните клистрони електроните прелитат през обемни резонатори, които са поне два: входен и изходен. Многорезонаторните клистрони са по-нататъшно развитие, като при тях има и междинни обемни резонатори.
- При отражателните клистрони електроният поток преминава само през един резонатор, но два пъти, като се отразява от специален електрод, наречен отражател.

## Прелетни клистрони
Принципът на работа на прелетните клистрони се основава на използването на кинетичната енергия на електрони, летящи в праволинеен поток, и преобразуването ѝ в СВЧ колебания. Намират приложение като усилватели на мощност, преобразуватели на честота и честотни умножители. Покриват диапазон от 200 MHz до 100 GHz при изходна мощност от 1 W до 1 MW в непрекъснат режим и до 100 MW в импулсен режим. Понастоящем клистроните се явяват едни от най-мощните микровълнови прибори.

### Устройство и принцип на действие
Катодът на клистрона излъчва поток от електрони, който преминава през втори електрод, т.нар. фокусиращ електрод. На фокусиращия електрод се подава напрежение Up спрямо катода и така той управлява потока електрони към обемния резонатор. Катода и фокусиращия електрод образуват електронен прожектор. След фокусиращия електрод е разположен първият обемен резонатор, който служи да групира (модулира) електронния поток. Срещуположните страни на първия обемен резонатор имат вид на решетки. Зад първия обемен резонатор се намира пространство (пространство на дрейф), стигащо до втория обемен резонатор. Вторият обемен резонатор улавя групираните електрони, които са прелетели пространството между двата резонатора. Зад втория обемен резонатор се намира анодът (колекторът) на клистрона.
На двата обемни резонатора се подава постоянно напрежение U1 спрямо катода, а на анода напрежение Ua. Напрежението U1 е предназначено да управлява скоростта на електроните (т.е. да модулира електронния поток по скорост).
При работа на клистрона в режим на независимо възбуждане към първия обемен резонатор се подава променливо напрежение с определена честота Um. Когато електронния поток преминава през този обемен резонатор в момента на положителния полупериод на променливото напрежение, електроните получават допълнително ускорение. И обратно - когато електронния поток преминава през входния обемен резонатор в момента на отрицателния полупериод на променливото напрежение, електроните се забавят и скоростта им намалява.
Така част от електроните навлизат в пространството между обемните резонатори с по-голяма скорост, отколкото са имали преди да минат през входния резонатор, а друга част от електроните ще са с по-малка скорост. В резултат, в пространството между резонаторите ще се движат два вида групи от електрони: ускорени и забавени.
Понеже пространството между резонаторите е с постоянна дължина, то ще бъде прелетяно от електроните с различна скорост за различно време. При това електроните с по-малка скорост ще бъдат застигнати от електрони с по-голяма скорост. Така в пространството между резонаторите електронният поток вече не остава равномерен по плътност, а се образува електронен поток, в който отделните групи имат различна плътност, т.е. в пространството на дрейф електронния поток е модулиран по плътност.
Модулирания по плътност електронен поток преминава през изходния обемен резонатор. Така в него се възбуждат променливотокови трептения, създаващи знаичтелно променливо напрежение, ако изходния обемен резонатор е настроен на честотата на входния. При това електроните от елетронния поток ще отдадат част от своята енергия, която се отвежда от резонатора към външна верига, с която той е свързан.
Преминалите електрони се привличат от анода, където отдават остатъчната си енергия.

## Отражателни клистрони
Отражателните клистрони се използват за генериране на СВЧ колебания.

## Галерия
- Клистрон осцилатор 1944
- Схема
- Клистрон